# Teoria echilibrului punctat

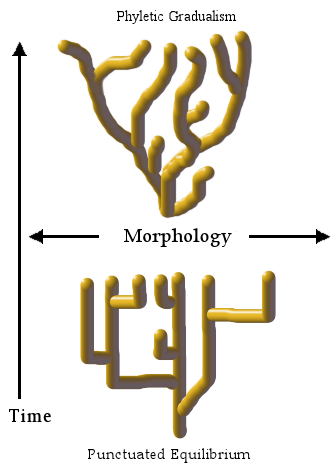
Ilustrare grafică a teoriei echilibrului punctat - Imaginea superioară reprezintă teoria evoluționară darwinistă, iar cea inferioară teoria echilibrului punctat.

Teoria echilibrului punctat este o teorie evoluționară biologică emisă de Niles Eldredge și Stephen Jay Gould în 1972. Un astfel de echilibru are loc atunci când o anumită specie este supusă unei evoluții biologice semnificative într-un scurt interval de timp. Similar, conform neliniarității teoriei, specia poate evolua foarte puțin pentru o lungă perioadă de timp până la următoarea "punctuație".
Apariția oamenilor de tipul Homo sapiens arhaic este uneori utilizată ca un exemplu al acestei teorii. Motivul esențial al folosirii teoriei echilibrului punctat este saltul extraordinar al volumului creierului indivizilor speciei Homo erectus de la circa 900 cmc la circa 1.300 cmc, în cazul grupului Homo sapiens arhaic, respectiv menținerea constantă a acestui volum al creierului până la Homo sapiens sapiens.